# Gut Altenhof

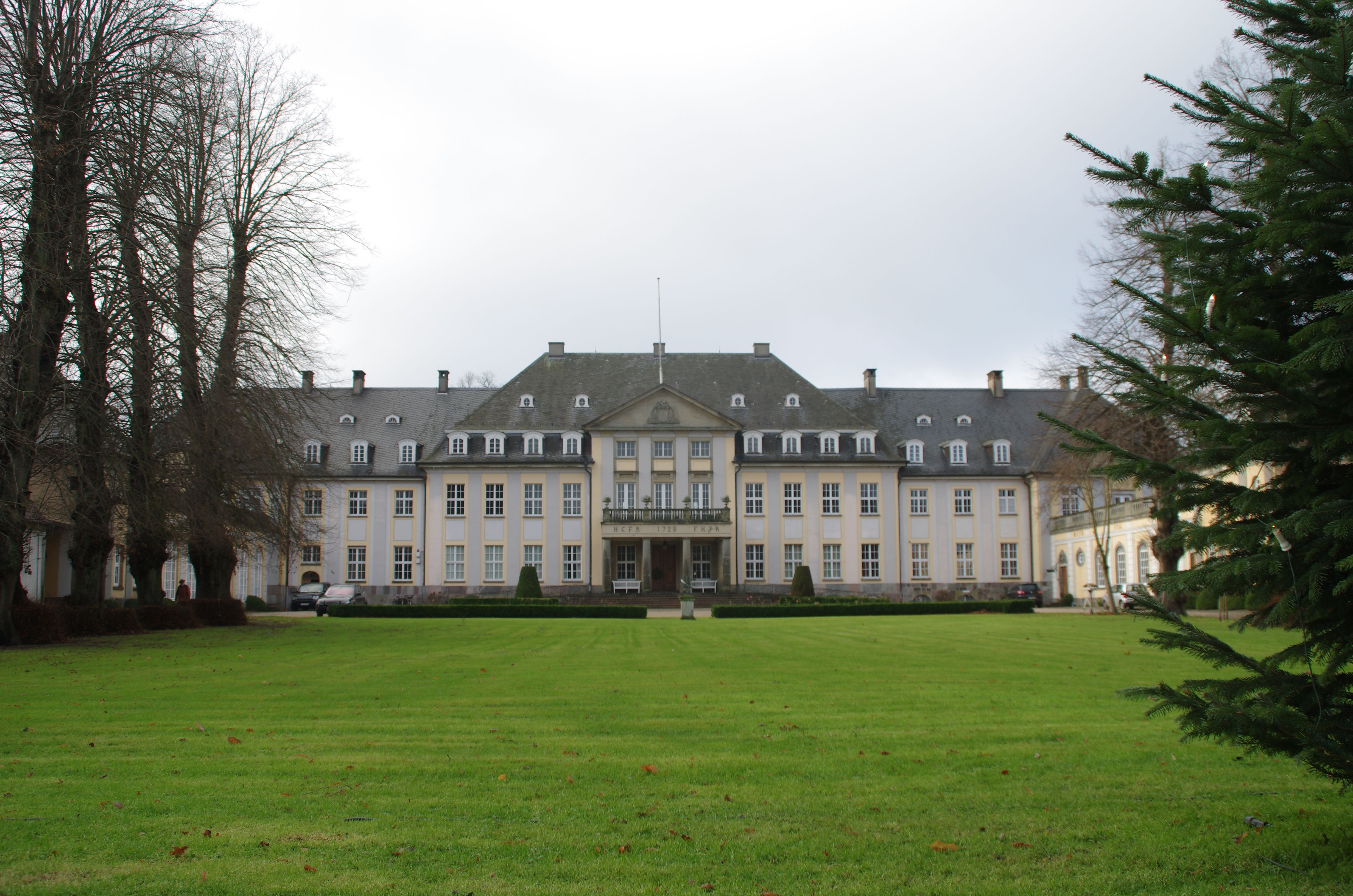
Gut Altenhof, Herrenhaus

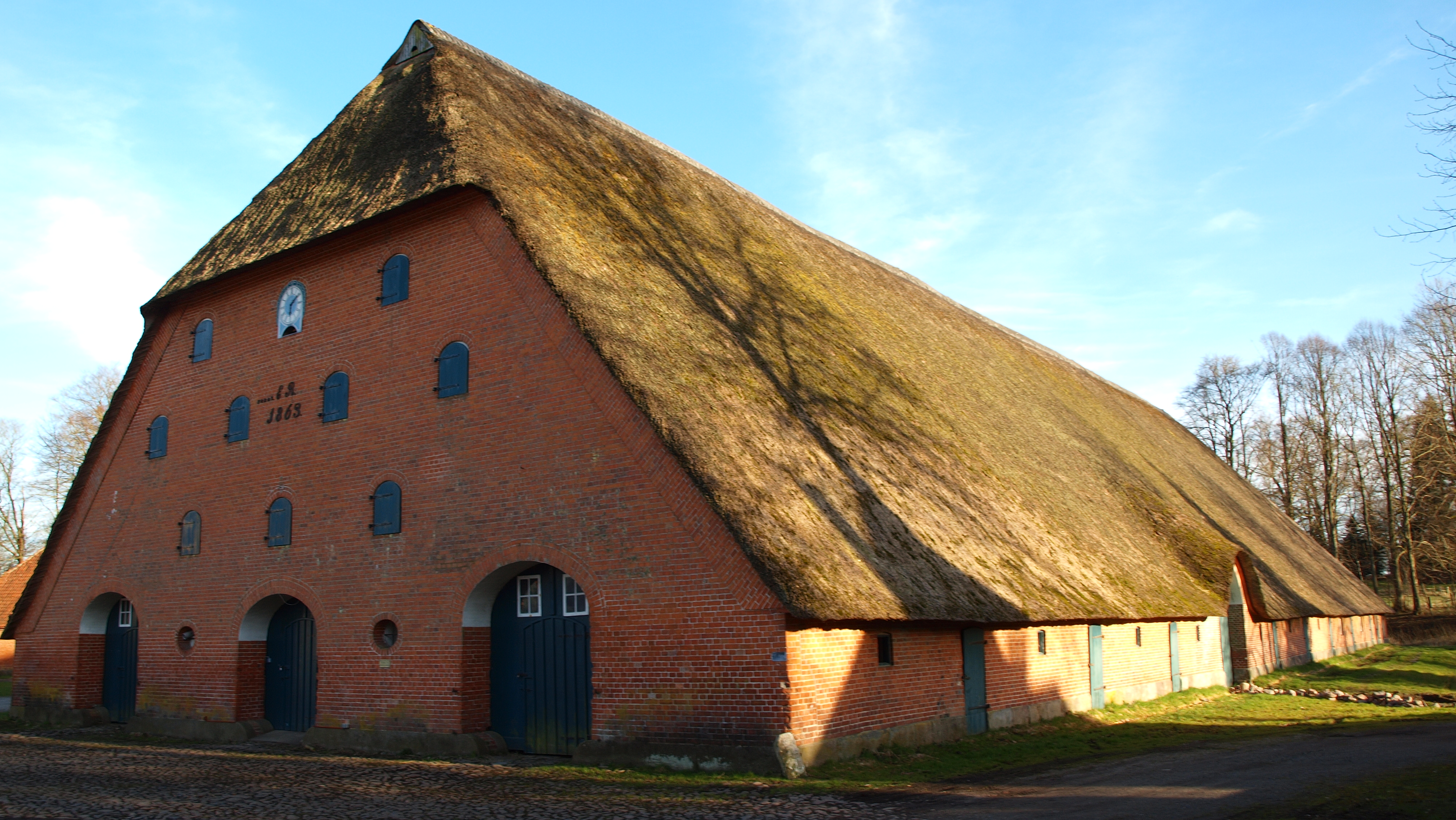
Gut Altenhof, Kornscheune

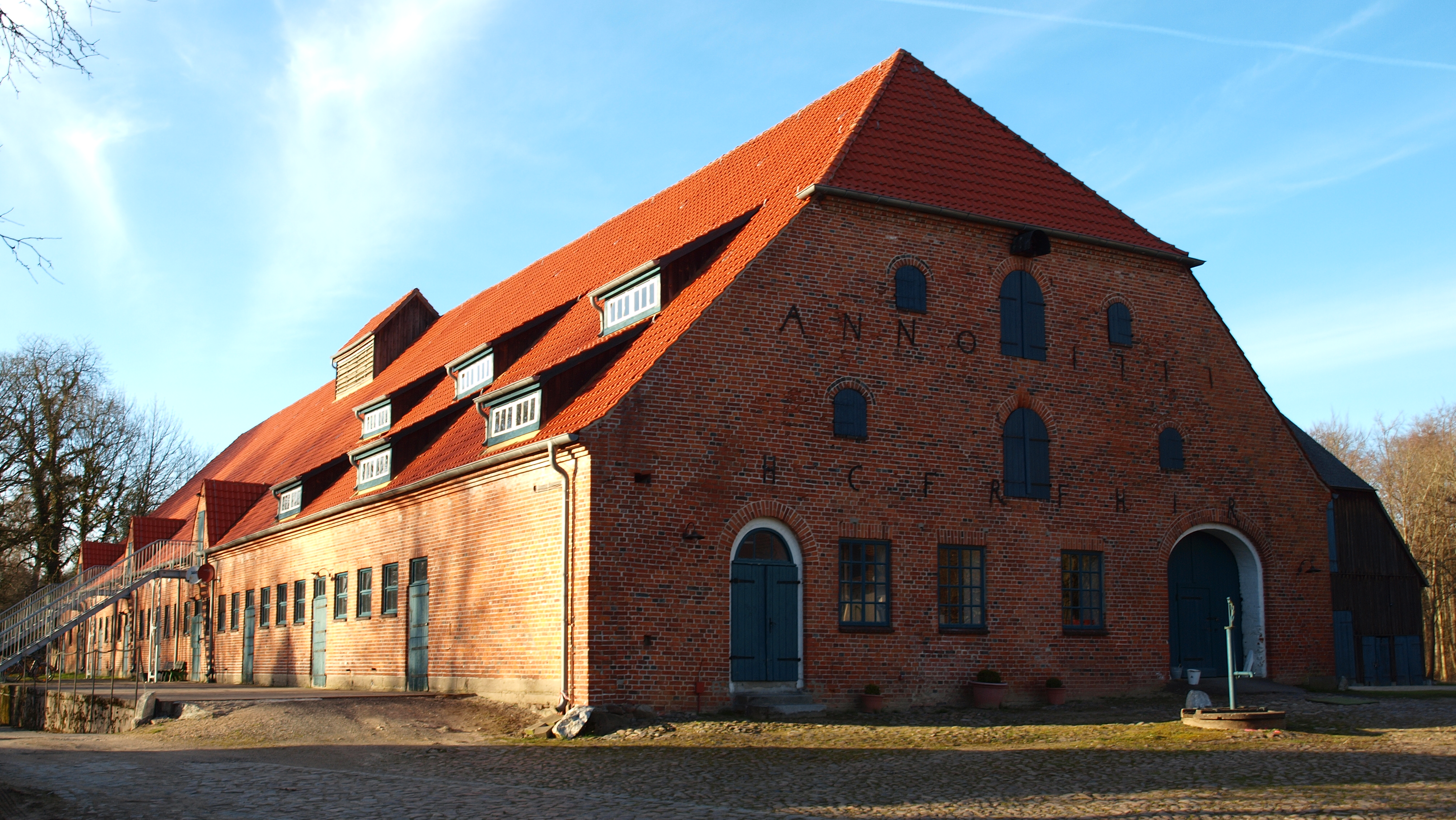
Gut Altenhof, Kuhhaus

Gut Altenhof ist eine Gutsanlage in der schleswig-holsteinischen Gemeinde Altenhof (Kreis Rendsburg-Eckernförde). Im Park des adligen Gutes ist der Rest einer Motte, einer mittelalterlichen Burganlage, erhalten. 

## Geschichte
Seit etwa 1550 war Altenhof im Besitz der Familie von Brockdorff. Das zu dieser Zeit errichtete erste Herrenhaus befand sich vermutlich an der Stelle des heutigen Südflügels. Mette von Brockdorff, geborene von Rumohr, verkaufte im Jahre 1691 Altenhof an Henning von Reventlow. 
Hennings Sohn Cay Friedrich von Reventlow (1685–1762) baute 1722–1728 den Kernbau des jetzigen Herrenhauses, nachdem er zuvor bereits die mächtigen Hofgebäude errichtet hatte. Dessen Sohn Detlev (1710–1783), seit 1767 Lehnsgraf, war Oberkammerherr und Erzieher des Kronprinzen und späteren dänischen Königs Christian VII. 1773 führte er die Verhandlungen mit Zarin Katharina II. über den Vertrag von Zarskoje Selo. Sein ältester Sohn war Cay Friedrich Graf von Reventlow (1753–1834), der von 1797 bis 1802 die Leitung der Deutschen Kanzlei in Kopenhagen, das höchste Staatsamt in Schleswig-Holstein, innehatte.
Dessen jüngerer Bruder Friedrich Karl von Reventlow war Herr von Gut Emkendorf und Kurator der Christian-Albrechts-Universität in Kiel. Eugen Reventlow (1798–1885), Cay Friedrichs Sohn, war erst dänischer und nach 1848 preußischer Diplomat. Er ließ die meisten der heute noch erhaltenen Hofgebäude auf dem Gelände des Gutes errichten.
Im 19. Jahrhundert wurde das Herrenhaus erst klassizistisch, dann 1863 neugotisch umgestaltet. 1904–1910 wurden die alten Anbauten von dem Architekten Paul Schultze-Naumburg durch neue Seitenflügel ersetzt und der gesamte Bau neubarock überformt.
1938 wurde Marie-Luise von Bethmann Hollweg, geborene Gräfin Reventlow, Besitzerin. Noch heute ist Altenhof im Besitz der Familie von Bethmann Hollweg. Nach dem Zweiten Weltkrieg war das Herrenhaus Residenz der britischen Regional Commissioner (ab 1946) bzw. Land Commissioner (ab 1949) von Schleswig-Holstein (Hugh de Crespigny, danach William Asbury); der Dienstsitz war im sogenannten Somerset-House in Kiel. Auf Gut Altenhof verbrachte der Schleswiger Propst Reinhard von Kirchbach seinen Ruhestand und engagierte sich von 1976 bis 1998 im interreligiösen Dialog.
Der Park des Gutes wird seit 1971 als Golfplatz genutzt und Veranstaltungen im Rahmen des Schleswig-Holstein Musik Festivals finden auf dem Gut statt. Aufgrund seiner Größe wird das Herrenhaus oftmals als „Schloss Altenhof“ bezeichnet.

## Denkmalschutz
Fünf zum Gut gehörende Gebäude – das Herrenhaus, das nördliche und südliche Kavalierhaus, die Kornscheune und das Kuhhaus – gehören zu den geschützten Kulturdenkmälern in Altenhof.